# Kabinett Fehrenbach

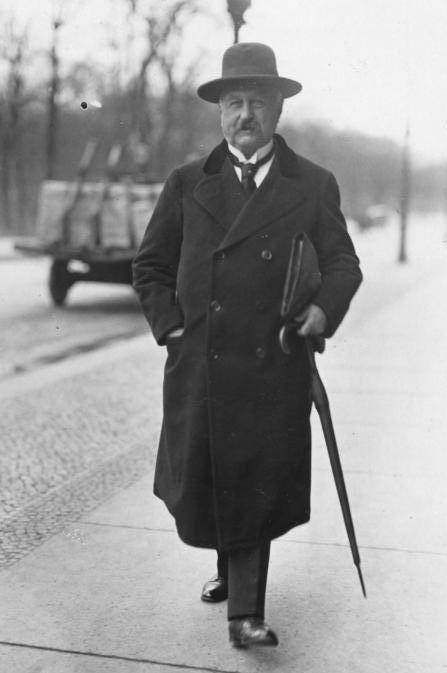
Constantin Fehrenbach

Das konservative Kabinett Fehrenbach existierte vom 25. Juni 1920 bis zum 4. Mai 1921. Aufgrund des Londoner Ultimatums wurde das Kabinett am 10. Mai 1921 vom Kabinett Wirth I unter Beteiligung der SPD abgelöst.

## Geschichte
- KPD: 4
- USPD: 84
- SPD: 102
- DDP: 39
- Z: 64
- BVP: 21
- DVP: 65
- DNVP: 71
- Sonst.: 9

Sie war die erste Reichsregierung der Weimarer Republik, die nicht auf Grundlage der Weimarer Koalition aus SPD, Zentrum und DDP agierte, da diese bei der Reichstagswahl 1920 ihre Mehrheit verloren hatte, und die erste deutsche Regierung unter Ausschluss der Sozialdemokraten seit 1918. Der Zentrumspolitiker Constantin Fehrenbach übernahm nach längerem Zögern die Position des Regierungschefs. Ihm sollten drei weitere Reichskanzler der Zentrumspartei folgen.
Nach einem Jahr Amtszeit zeigten sich jedoch bei der Frage um das Londoner Ultimatum große politische Meinungsverschiedenheiten bei den Koalitionären Zentrum, DDP und DVP, die zum Rücktritt des Kabinetts führten.

## Zusammensetzung
| Kabinett Fehrenbach 25. Juni 1920 bis 4. Mai 1921 | Kabinett Fehrenbach 25. Juni 1920 bis 4. Mai 1921 | Kabinett Fehrenbach 25. Juni 1920 bis 4. Mai 1921 | Kabinett Fehrenbach 25. Juni 1920 bis 4. Mai 1921 | Kabinett Fehrenbach 25. Juni 1920 bis 4. Mai 1921 |
| ------------------------------------------------- | ------------------------------------------------- | ------------------------------------------------- | ------------------------------------------------- | ------------------------------------------------- |
| Reichskanzler                                     |                                                   | Constantin Fehrenbach                             |                                                   | Zentrum                                           |
| Vizekanzler                                       |                                                   | Rudolf Heinze                                     |                                                   | DVP                                               |
| Justiz                                            |                                                   | Rudolf Heinze                                     |                                                   | DVP                                               |
| Auswärtiges Amt                                   |                                                   | Walter Simons                                     |                                                   | parteilos                                         |
| Inneres                                           |                                                   | Erich Koch                                        |                                                   | DDP                                               |
| Wirtschaft                                        |                                                   | Ernst Scholz                                      |                                                   | DVP                                               |
| Arbeit                                            |                                                   | Heinrich Brauns                                   |                                                   | Zentrum                                           |
| Ernährung und Landwirtschaft                      |                                                   | Andreas Hermes                                    |                                                   | Zentrum                                           |
| Reichswehr                                        |                                                   | Otto Geßler                                       |                                                   | DDP                                               |
| Finanzen                                          |                                                   | Joseph Wirth                                      |                                                   | Zentrum                                           |
| Schatz                                            |                                                   | Hans von Raumer                                   |                                                   | DVP                                               |
| Post                                              |                                                   | Johannes Giesberts                                |                                                   | Zentrum                                           |
| Verkehr                                           |                                                   | Wilhelm Groener                                   |                                                   | parteilos                                         |
| Wiederaufbau                                      | vakant                                            | vakant                                            | vakant                                            | vakant                                            |